# هانس سواروفسکی

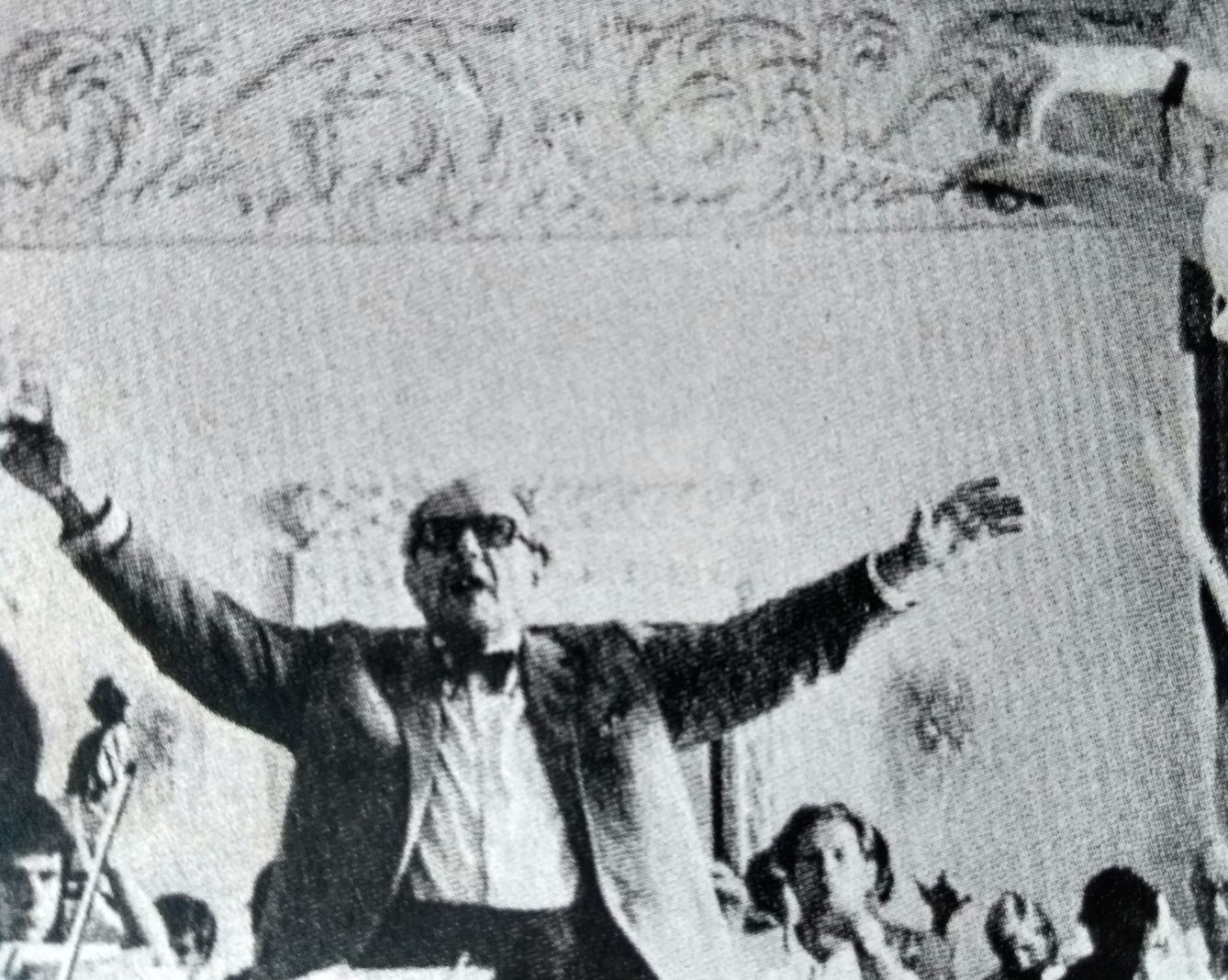
هانس سواروفسکی در حال تدریس در اوسیاچ استرالیا در سال ۱۹۷۲

هانس سواروفسکی (به آلمانی: Hans Swarowsky؛ ۱۶ سپتامبر ۱۸۹۹ در بوداپست، مجارستان – ۱۰ سپتامبر ۱۹۷۵ در زالتسبورگ، اتریش) رهبر ارکستر اهل اتریش، زادهٔ مجارستان بود. او در خانواده‌ای یهودی به دنیا آمد. سواروفسکی به دعوت هربرت فون کارایان رهبر ثابت اپرای دولتی وین شد. او همچنین استاد رهبریِ دانشگاه موسیقی و هنرهای نمایشی وین بود و رهبران ارکستر شهیری چون کلودیو آبادو و ایوان فیشر از جمله شاگردان او بودند.